# Redheads on Parade
Redheads on Parade (Brasil: A Parada das Ruivas / Portugal: As Ruivas Estão na Moda) é um filme norte-americano de  musical de 1935 dirigido por Norman Z. McLeod e escrito por Don Hartman e Rian James. O filme é estrelado por John Boles, Dixie Lee, Jack Haley, Raymond Walburn, Alan Dinehart e Patsy O'Connor. Foi lançado em 7 de setembro de 1935 pela Fox Film Corporation.

## Elenco
- John Boles como John Bruce
- Dixie Lee como Ginger Blair
- Jack Haley como Peter Mathews
- Raymond Walburn como Augustus Twill
- Alan Dinehart como George Magnus
- Patsy O'Connor como Patsy Blair
- Herman Bing como Lionel Kunkel
- William Austin como Trelawney Redfern
- Wilbur Mack como Henry Johnson